# Il collare di fuoco
Il collare di fuoco è un romanzo di Valerio Evangelisti, pubblicato nel 2005 da Mondadori Editore.

## Trama
Partendo dal 1859 il romanzo narra, fra realtà e personaggi immaginari, la storia del Messico fino al 1890.
Fra tentativi di rivoluzione, colpi di stato, guerre civili ed il complicato rapporto con i vicini Stati uniti vengono elencati gli eventi che segnano la storia della nazione messicana fino all'alba del XX secolo.

## Edizioni
- Valerio Evangelisti, Il collare di fuoco, Mondadori, 2005.